# سپید خاوری گرمابه
سپید خاوری گرمابه (نام علمی: Pontia edusa) پروانه‌ای است که در گونه کاهی‌بالان قرار دارد. لارو این گونه همانند پروانه سفید کلمی بزرگ می‌باشد. سپید خاوری گرمابه در علفزارهای باز دیده می‌شود. این گونه در اروپا پراکنده است.

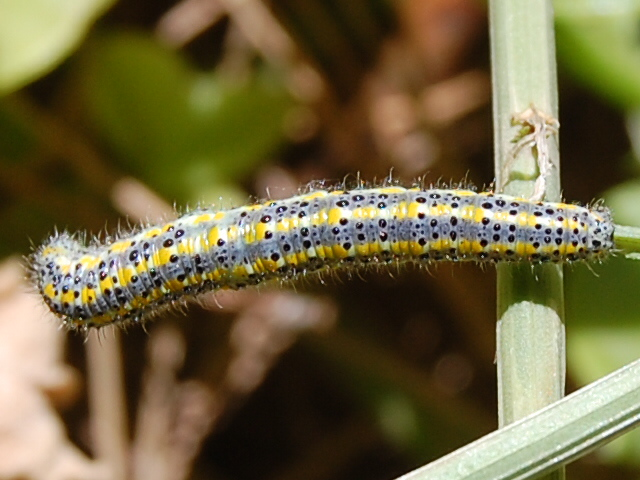
کرم

## زیرگونه‌ها
- Pontia edusa edusa (Fabricius, ۱۷۷۷) (Finland and NE-SE Central Europe, Italy, Turkey, the Caucasus, Ukraine, Russia)
- Pontia edusa persica (Bienert, ۱۸۶۹) (Iran, Afghanistan)
- Pontia edusa nubicola (Fruhstorfer, ۱۹۰۸) (Turkestan)
- Pontia edusa amphimara (Fruhstorfer, ۱۹۰۸) (China (Szetschwan), Yunnan)
- Pontia edusa praeclara Fruhstorfer, ۱۹۱0 (SW-China)
- Pontia edusa moorei (Röber, ۱۹۰۷) (Kashmir, Baluchistan, Tibet, Yunnan, SE-China)
- Pontia edusa avidia (Fruhstorfer, ۱۹۰۸) (S-China, ? Korea)
- Pontia edusa davendra Hemming, ۱۹۳۴ (Siberia (Ussuri)[۱]